# Vidigal

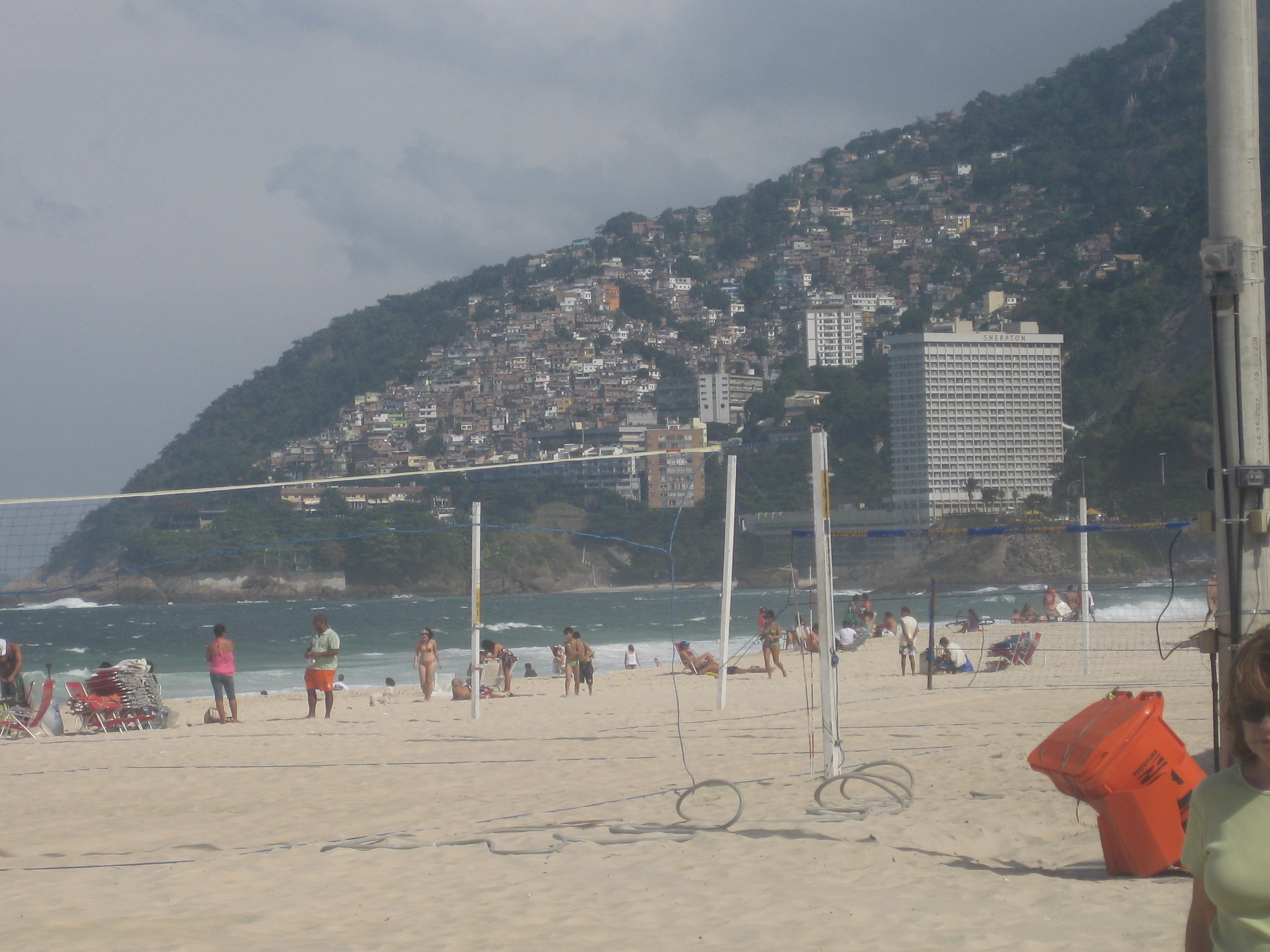
Vidigal visto desde a praia do Leblon.

Vidigal é um bairro da Zona Sul do município do Rio de Janeiro, no Brasil. Sua favela é o Morro do Vidigal, que deu origem ao bairro do Vidigal. O bairro e a comunidade do Vidigal, embora pobres, como toda favela, situam-se entre alguns dos bairros mais nobres do Rio, como Leblon e São Conrado, sobre o Morro Dois Irmãos. É reduto de diversos animais e plantas da Mata Atlântica. Seu IDH, no ano 2000, era de 0,873, o 38º melhor do município do Rio de Janeiro (resultado obtido devido ao fato de o cálculo de seu IDH ter sido feito junto com São Conrado). Até os anos 2000, era apenas uma favela, porém, com a expulsão do tráfico de drogas, o bairro começa a ter um lento e gradual processo de urbanização, tendo em vista seu potencial imobiliário e turístico. Possui, atualmente, o 21º metro quadrado mais valorizado da cidade, custando em média R$ 6.706, estando cerca de R$ 2.800 acima da média da cidade, R$ 3.853.
Considerado por muitos um cartão-postal da cidade do Rio e local favorável à pesca, ganhou fama rapidamente por ser um ótimo lugar para se contemplar a vista para o mar. Numa perspectiva romântica, algumas pessoas costumam afirmar que a vista do mar a partir do Vidigal é a mais bela da cidade do Rio de Janeiro.

## Topônimo
O Vidigal ganhou esse nome em referência ao ex-comandante da Polícia Militar do Estado do Rio de Janeiro no século XIX, o major Miguel Nunes Vidigal, que, devido aos seus serviços, recebeu de presente dos monges beneditinos, em 1820, um terreno ao pé do Morro Dois Irmãos, o qual foi ocupado por barracos a partir de 1940, dando origem à atual favela.

## Transportes
Desde o dia 9 de outubro de 2017, existe uma integração tarifária entre vans legalizadas e o Metrô do Rio de Janeiro, originalmente no valor de R$ 5,00, possibilitando que moradores do Vidigal e da Rocinha paguem um preço mais baixo para utilizar os dois modais de transporte. A integração é feita nas estações Jardim de Alah e São Conrado, enquanto que pelo menos 66 vans, identificadas com uma faixa amarela na lateral, estão autorizadas a fazer a integração com o metrô. O benefício é concedido ao passageiro que possui um cartão RioCard, devendo a integração ser realizada em um intervalo máximo de duas horas e meia.

## Segurança
Por muitas décadas, junto com outras favelas, o Vidigal foi considerado um dos locais de maior perigo no Rio, devido à guerra do tráfico, mas, em 18 de Janeiro de 2012, a comunidade passou a ser atendida pela 19° UPP.

## Na cultura popular

### No cinema
- No filme Rio, eu te amo (vários cineastas), a história Vidigal, do Coreano Im Sang-Soo, está ambientado em Vidigal. [10]
- A Frente Fria que a Chuva Traz, de Neville D'Almeida (2015), foi gravado em Vidigal. [11]
- O filme Bandeira de Retalhos (2018), do cineasta Sergio Ricardo, tem como pano de fundo a remoção de parte da favela no ano de 1977. [12]
- O filme Mundo Novo, de Álvaro Campos (2021), foi gravado em Vidigal. [13]
- O filme A Festa de Léo, de Luciana Bezerra, Gustavo Melo (2024), foi gravado em Vidigal. [14]

### Na literatura
- As quatro histórias da coletânea Histórias do Vidigal por Olavo Wyszomirski  (2015) estão ambientadas na comunidade.
- Várias cenas do romance O Grande Dia, de Pierre Cormon, se passam em uma favela imaginária chamada Dois Irmãos, que evoca a do Vidigal.